# Si Monumentum Requires, Circumspice
Albums de Deathspell Omega
Inquisitors of Satan
(2002) Kénôse
(2005)
Si Monumentum Requires, Circumspice est le troisième album studio du groupe de Black metal français Deathspell Omega. L'album est sorti en février 2004 sous le label Norma Evangelium Diaboli.
Le titre de l'album est une citation (incorrecte) de l'épitaphe latine de Christopher Wren dans la cathédrale Saint-Paul, qui signifie « Toi qui lis ces mots, si tu cherches [son] tombeau, regarde autour de toi. »
L'album se démarque de ses deux prédécesseurs. En effet, cet album inclut des éléments d'Avant-garde metal qu'il n'y avait pas dans les précédentes productions.
Le titre Drink the Devil's Blood est une version refaite du titre qui était sur le premier album du groupe, Infernal Battles.

## Liste des morceaux
1. First Prayer – 5:44
2. Sola Fide I – 5:14
3. Sola Fide II – 7:53
4. Second Prayer – 4:41
5. Blessed Are the Dead Whiche Dye in the Lorde – 5:47
6. Hétoïmasia – 7:08
7. Third Prayer – 3:57
8. Si Monumentum Requires, Circumspice – 6:32
9. Odium Nostrum – 4:46
10. Jubilate Deo (O Be Joyful in the Lord) – 6:08
11. Carnal Malefactor – 11:45
12. Drink the Devil's Blood – 4:32
13. Malign Paradigm – 3:40